# Oxygène
Oxygène (Oxígeno en francés) es el tercer álbum de estudio del compositor electrónico francés Jean-Michel Jarre, compuesto, grabado y lanzado el 5 de diciembre de 1976. Fue publicado bajo el sello discográfico Disques Dreyfus en 1976 y licenciado para su distribución internacional en 1977 por Polydor.
Considerado una obra maestra del género de la música electrónica, con ventas superiores a los 12.000.000 de unidades, es uno de los álbumes que más contribuyó a la popularidad internacional de su creador. Jim Brentholds en su crítica musical para AllMusic destaca que "es uno de los álbumes originales de música electrónica. Ha resistido la prueba del tiempo y la evolución de la electrónica digital. El estilo compositivo de Jarre y sus instintos rítmicos fueron sus puntos fuertes en 1976. Si bien su popularidad aumentó exponencialmente a lo largo de los años, nunca alcanzó la calidad de esta asombrosa grabación".

## Producción
Jarre grabó el álbum en su apartamento usando varios sintetizadores analógicos y digitales y otros instrumentos electrónicos. El ingeniero de sonido francés Michel Geiss ayudó a Jarre en la compra, grabación y programación de algunos instrumentos utilizados en el álbum.  
El estilo musical estuvo influenciado por la música concreta desarrollada por Pierre Schaeffer, de quien fuera alumno, y por artistas como Tangerine Dream, Kraftwerk o Wendy Carlos. Contó para su promoción con dos sencillos: «Oxygène (Part II)» y «Oxygène (Part IV)». Tras el éxito internacional de este último, el álbum alcanzó el número uno en las listas de álbumes franceses. «Oxygène (Part IV)» se inspiró en la canción «Popcorn» del compositor electrónico germano-estadounidense Gershon Kingsley.

## Lista de canciones
Todos los temas escritos por Jean-Michel Jarre

| Lado A |                      |          |  |
| N.º    | Título               | Duración |  |
| 1.     | «Oxygène (Part I)»   | 7:39     |  |
| 2.     | «Oxygène (Part II)»  | 8:08     |  |
| 3.     | «Oxygène (Part III)» | 2:54     |  |
| 18:41  |                      |          |  |

| Lado B |                     |          |  |
| N.º    | Título              | Duración |  |
| 4.     | «Oxygène (Part IV)» | 4:14     |  |
| 5.     | «Oxygène (Part V)»  | 10:23    |  |
| 6.     | «Oxygène (Part VI)» | 6:20     |  |
| 20:57  |                     |          |  |

## Equipo
Equipo de instrumentos enumerado según su folleto de remasterización de 2014.
- ARP 2600
- Órgano Eminent 310 Unique
- EMS Synthi AKS
- EMS VCS 3
- Órgano Farfisa
- Korg Mini-Pops 7
- RMI Harmonic Synthesizer
- RMI Keyboard Computer (descrito como "Rhythmin' Computer")
- Mellotron

## Lanzamiento
El álbum fue lanzado el 5 de diciembre de 1976, y la primera tirada de 50.000 copias se promocionó a través de tiendas de alta fidelidad, clubes y discotecas.

### Recepción
El álbum tuvo amplia influencia en el desarrollo de la música electrónica y ha sido descrito como el álbum que «lideró la revolución de los sintetizadores en los años setenta», y «una combinación contagiosa de secuencias analógicas burbujeantes y animadas y líneas de gancho memorables». En 1978 le seguiría Équinoxe y en 1979 Jarre realizó un concierto al aire libre en la Plaza de la Concordia ante 1.500.000 espectadores, lo que provocó que las ventas de ambos álbumes aumentaran, alcanzando cifras mundiales de 15 millones de copias. En 2021 se ha divulgado la cifra de 12 millones de copias y es uno de los álbumes franceses, electrónicos e instrumentales más vendidos de la historia.

## En la cultura popular
El disco fue utilizado en musicoterapia, meditación y partos.
Oxygène también fue usado en la película australiana Gallipoli (1981) dirigida por Peter Weir y aparece en la película de Jackie Chan (1978) Snake in the Eagle's Shadow.
El miembro de la banda australiana Pseudo Echo, Brian Canham, consideró que Oxygène fue una "gran influencia en mi producción, composición y programación de sintetizadores con Pseudo Echo, y otro de mis proyectos, Origene".

## Obras relacionadas
En 1997 Jarre publicó una secuela del álbum original llamado Oxygene 7-13.
En 2007 también se publicó una nueva versión del álbum original titulado Oxygène: New Master Recording.
En 2016 se lanzó otra secuela, completando una trilogía, titulada Oxygène 3 con motivo del 40 aniversario de Oxygène.